# Eutiner Dichterkreis
Der 1936 gegründete Eutiner Dichterkreis war eine nationalsozialistisch geprägte Schriftstellergruppe im NS-Staat.
Der Eutiner Dichterkreis wurde 1936 in Eutin gegründet, das zu dieser Zeit eine nationalsozialistische Hochburg war. Ins Leben gerufen wurde er auf Initiative des Eutiner Bibliothekars und Schriftstellers Jochen Schmidt (geb. 1906), eines ehemaligen Sekretärs von Hans Friedrich Blunck. Schirmherr des Eutiner Dichterkreises wurde der Eutiner NS-Regierungspräsident und SA-Gruppenführer Johann Heinrich Böhmcker. Nach Böhmcker übernahm die Schirmherrschaft Hinrich Lohse, der zu dieser Zeit Gauleiter war und später als „Reichskommissar für das Ostland“ aktiv am Holocaust und den „Euthanasie“-Morden beteiligt war. Auch ein großer Teil der Mitglieder des Dichterkreises gehörte der NSDAP an.
Im Gründungsjahr 1936 bestand der Dichterkreis aus 21 Mitgliedern, die Zahl stieg bis 1939 auf 27. Die meisten Mitglieder kamen aus Schleswig-Holstein oder Oldenburg (Oldenburg). Am bekanntesten waren Hans Friedrich Blunck, der 1933 bis 1935 Präsident der Reichsschrifttumskammer war, sowie die Erfolgsautoren Gustav Frenssen und Edwin Erich Dwinger. Zu den bekannteren Mitgliedern zählten außerdem Waldemar Augustiny, Christian Jenssen, Hermann Claudius, Hans Ehrke, Ingeborg Andresen, Ottomar Enking, Gunnar Gunnarsson, Hans Heitmann, Wilhelm Lobsien, Alma Rogge, Helene Voigt-Diederichs und Georg von der Vring.
Die Autorengruppe nannte sich selbst „Eutiner Kreis“, womit sie sich in die Tradition des im 18. Jahrhundert in Eutin existierenden Eutiner Kreises stellte, einer Gruppe von Literaten und Intellektuellen um Johann Heinrich Voß und Friedrich Leopold Graf zu Stolberg. Im Laufe der Zeit setzte sich für die 1936 gegründete Gruppe jedoch die Bezeichnung „Eutiner Dichterkreis“ durch. 
Die erste Zusammenkunft des Dichterkreises fand vom 4. bis 6. September 1936 in Eutin statt. Es war ein publizistisch wirksamer Auftakt mit Musik, politischen Ansprachen, literarischen Lesungen und einer repräsentativen „Morgenfeier“ im Rittersaal des Eutiner Schlosses. In den folgenden Jahren veranstaltete der Dichterkreis regelmäßig festliche Treffen sowie interne und öffentliche Lesungen aus eigenen Werken. Zwischen 1936 und 1938 trat der Dichterkreis fünfmal in der Öffentlichkeit auf. Die für September 1939 geplante Lesung fiel wegen des deutschen Überfalls auf Polen aus. Insgesamt 670 Beiträge wurden von 29 Mitgliedern der Autorengruppe beigesteuert.
Publikationsorgan war der Eutiner Almanach, der von Christian Jenssen herausgegeben wurde. Zwischen 1936 und 1940 sind insgesamt fünf Bände des Almanachs erschienen. Die Beiträge sind überwiegend dem Genre Heimatkunst oder Heimatliteratur zuzuordnen. Aufgrund des Mangels an Werken einschlägiger Parteischriftsteller bildeten Heimatgeschichten, aber auch historische Romane und Naturgedichte den Literaturkanon im NS-Staat. Oft wiesen ihre Literaturen eine eindeutige Identifikation mit den Zielen des Nationalsozialismus auf und standen im Dienst der Blut-und-Boden-Ideologie. Von den 27 Mitgliedern dieses Autorenverbandes „publizierten 16 ... ausschließlich oder doch zumindest teilweise einsprachig plattdeutsch“.
Der kanadische Historiker Lawrence D. Stokes, der eine umfangreiche Dokumentation über den Eutiner Dichterkreis und seine Mitglieder vorgelegt hat, kommt zu dem Schluss, dass dieser eine Vereinigung war, die sich „bewusst den Zielen der NS-Regierung“ untergeordnet habe und „in Hinsicht auf seine Ursprünge, Selbstdarstellung, Erzeugnisse und Angehörigen als nationalsozialistisch zu bezeichnen“ ist.
Nach 1945 bemühten sich einige Mitglieder des Eutiner Dichterkreises, insbesondere Christian Jenssen, um ein Wiederaufleben des Dichterkreises. Anlässlich des 25. Jahrestages der Gründung des Eutiner Dichterkreises erschien 1961 ein neuer (und letzter) Band des Eutiner Almanachs. 